# Helen Vinson
Helen Vinson, född 17 september 1907 i Beaumont, Texas, död 7 oktober 1999 i Chapel Hill, North Carolina, var en amerikansk skådespelare. Efter att ha börjat karriären i mindre skala i Texas kom hon till Broadway där hon debuterade 1927. Efter medverkan i några fler pjäser kontrakterades hon av Warner Bros. och började spela in film i Hollywood 1932. Vanligtvis gjorde hon den större kvinnliga birollen. Efter att ha medverkat i 40 filmer lämnade hon branschen 1945.
Vinson har en stjärna för insatser inom film på Hollywood Walk of Fame vid adressen 1560 Vine Street.

## Filmografi
- 1932 – Den stora juvelstölden
- 1932 – Jag är en förrymd kedjefånge
- 1932 – Man kallar det synd
- 1933 – Lawyer Man
- 1933 – Kinesiska rummets hemlighet
- 1933 – Hans andra hustru
- 1934 – Han, hon och hästen
- 1935 – Bröllopsnatt
- 1935 – Enskilt område
- 1939 – Hjärter är trumf
- 1940 – Revolt i Costa Rica
- 1941 – Sanningen - och inget annat!
- 1945 – Gäckande skuggan tar hem spelet